# Catboot

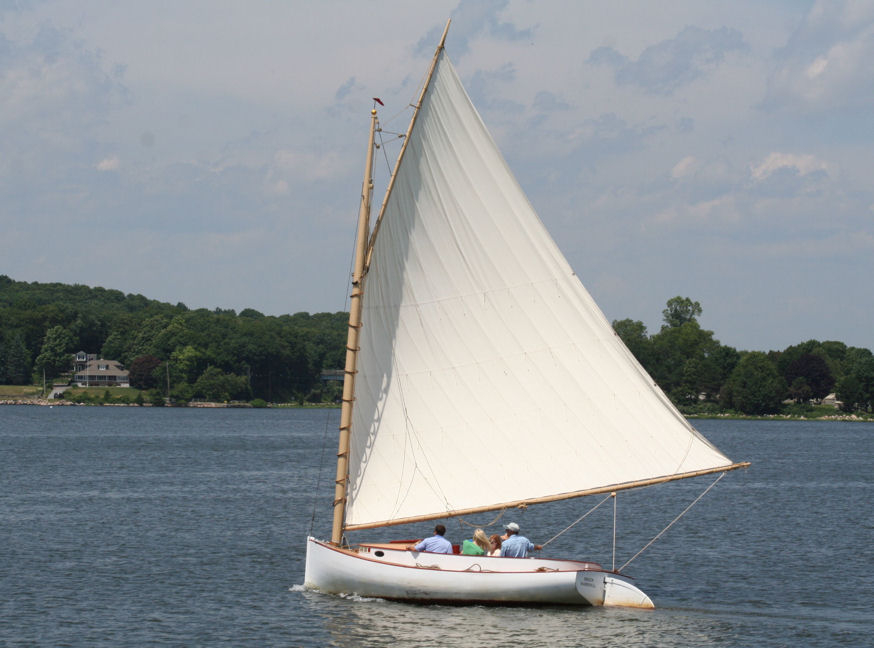
Die Breck Marshall, ein typisches Catboot

Ein Catboot (von englisch catboat; cat boat) bezeichnet einen Segelbootstyp, dessen Mast nahe am Bug gesetzt ist. Es gibt sowohl einmastige, als auch zweimastige Catboote.

## Geschichte
Obwohl alle Einmaster nur mit Schratsegel dem Typ des cat-getakelten Bootes entsprechen, zeichnet sich das traditionelle Catboot durch eine Breite von etwa der Hälfte der Länge des Rumpfes, ein Mittelschwert und Gaffeltakelung aus. Einige historische Catboote wie der Barnegat-Bay-Typ sind allerdings schon, wie die modernen catgetakelten Jollen, hochgetakelt. In einigen Fällen wurde ein Klüver gefahren, hierzu war allerdings ein Klüverbaum notwendig. Ist dies der Fall, ist das Catboot im technischen Sinne allerdings als Slup zu bezeichnen.
Sprachforscher vermuten, dass der Name Catboat von einem Schiffstyp namens „Cat“, aus dem Nordosten Englands übernommen wurde. Schiffe dieses Typs sollen als Handelsschiffe verwendet worden sein, zum Transport von Kohle und Holz.  Allgemein wird angenommen, dass der Ursprung des Catbootes in New York um 1840 liegt, von wo aus es sich aufgrund seiner Stärken, – Einfachheit in Ausstattung und Bedienung, flacher Tiefgang und große Ladungskapazität – nach Osten und Süden ausbreitete.
Anfänglich wurden die Boote zum Fischfang und Transport in küstennahen Gewässern um Cape Cod,  die Narragansett Bay, New York und New Jersey genutzt. Einige Fischerboote wurden mit Bugspriet zum Schwertfischfang ausgestattet, andere dagegen lediglich als „Partyboote“ genutzt, ausgestattet mit einem hölzernen Gerüst, dessen baumwollenen Seitenwände sich heraufrollen ließen.
Um die Jahrhundertwende des neunzehnten Jahrhunderts wurden die Boote an Regattabedingungen angepasst, das heißt, Baum, Gaffel und Bugspriet wurden verlängert, die Segel so geschnitten, dass sie möglichst viel Wind fingen. Mit der Abnahme der Wettfahrten und der Verbreitung günstiger dieselgetriebener Motoren nahm dann allerdings die Nachfrage nach so großen Segelplänen ab. Heutzutage werden Catboote aufgrund ihrer Eigenschaften eher im Sinne der Daysailer genutzt, obwohl sie bei Am-Wind-Kursen diesen deutlich unterlegen sind.
Eins der in den Vereinigten Staaten bekanntesten Catboote ist der 12-Fuß Beetle Cat. Flotten dieser Einheitsklasse werden in allen Häfen Neuenglands angetroffen, wo sie auch regelmäßig Regatten austragen. In den 1960ern konstruierte Breck Marshall die 18 Fuß lange aus Fiberglas bestehende Sanderling auf Basis existierender hölzerner Entwürfe. Seitdem wurde die Sanderling mehr als 700 Mal gebaut, was zu einem aufblühenden Interesse an dieser Klasse führte. Um Marshall und seine Verdienste an dieser Klasse zu ehren, finanzierte die Catboat Association die Konstruktion und den Bau des 20-Fuß Crosby-Catbootes Breck Marshall, das im Mystic Seaport gebaut wurde und beheimatet ist. Die 1900 gebaute Gypsy ist seit 2008 im National Register of Historic Places eingetragen und liegt in ihrem Heimathafen in Wareham (Massachusetts).
In Europa bekannte klassische Catboote sind die Seezungen Typen A und B.

## Abgrenzung
Die Bezeichnungen Catboot, Cat-getakeltes Boot und Katamaran werden oft miteinander verwechselt, insbesondere bei Verwendung der oft gleich gesprochenen Kurzformen Cat bzw. Kat. Katamaran bezeichnet jedoch eine Rumpfform, während Catboot einen Bootstyp und davon abgeleitet eine Takelungsart bezeichnet. Um die Verwirrung zu vervollständigen, existieren auch Cat-getakelte Katamarane, es empfiehlt sich zur Vermeidung von Verwechselungen die Schreibweise das klassischen Catbootes bei dem Anfangsbuchstaben C zu belassen und es nicht mit K zu schreiben.